# Pogány Károly
Nagyklopotivai Pogány Károly (Nagyenyed, 1848. február 18. – Nagyenyed, 1925. június 28.) magyar politikus, főispán, országgyűlési képviselő.

## Élete
Apja Pogány György (1815–1900) Alsó-Fehér és Hunyad vármegyék főispánja, a Lipót-rend lovagja, anyja Réthy Karolina volt. Tanulmányait szülővárosában, Nagyenyeden a híres Bethlen Gábor Kollégiumban kezdte, s Kolozsváron a Farkas utcai református kollégiumban folytatta. A jogtudományi ismereteket a pesti tudományegyetemen sajátította el. 1865-ben tette le a bírói vizsgát.
Alsó-Fehér vármegyében tiszteletbeli aljegyzőként kezdte a közigazgatási pályáját, majd 1866 elején az erdélyi udvari kancelláriában mint tiszteletbeli gyakornok, fogalmazósegéd és fogalmazó működött a kancellária feloszlatásáig és a felelős minisztérium kinevezéséig. 1867-ben Pestre költözött, s a M. kir. Belügyminisztériumban fogalmazóvá, 1870-ben pedig titkárrá nevezték ki. Minisztériumi munkájáról az összeférhetetlenség miatt 1872-ben mondott le, amikor az abrudbányai és verespataki kerület Deák-párti, majd a fúzió után Szabadelvű Párti programmal országgyűlési képviselőjévé választotta, s egészen 1875. május 24-ig, a parlamenti ciklus végéig e pozíciót töltötte be. 1875. augusztus 30-tól 1898. október 7-ig ugyancsak Szabadelvű Párti programmal a vajdahunyadi kerület képviselőjeként foglalt helyet a házban, és a közigazgatási bizottság is tagjai közé választotta. 
Sokat tett a vajdahunyadi vár ekkor napirendre került helyreállítása, a Hunyad vármegyei vasművek fejlesztése és a Marosillye–Lugos helyiérdekű vasútvonal megépítése, s általában a vasútvonalak bővítése érdekében. 
A képviselői pozícióról 1898 októberében mondott le, mert Jakabffy Imre után Krassó-Szörény vármegye főispánjává őt nevezte ki az uralkodó. Hivatalos beiktatására 1898. október 27-én került sor Lugoson. Nagy előnyére vált kiváló román nyelvtudása, melynek révén közvetlenül érintkezhetett a lakosokkal.
Sokat tett a megyéért, így például 1905-ben az ő védnöksége alatt alakult meg a Krassó-Szörény Megyei Múzeumegylet, mely Lugos, Karánsebes, Oravicabánya, Orsova, Anina-Stajerlak, Resicabánya, Bozovics értelmiségét, helytörténészeit, pedagógusait tömörítette. A helyi ipar is fellendült, főispáni idejében alapították a lugosi selyemfonodát, a textilgyárat és a műmalmot. 1906. október 10-én adott hírt a Székely Nép, hogy az uralkodó felmentette az 58 éves politikust a főispáni tisztség alól, s nyugdíjazta.
A református egyház főgondnoki tisztét ellátta. Jelentős előrelépésként 1906-ra Pongrácz Sándor tervei szerint felépült a református közösség számára a lugosi református templom és a fenntartási költségek fedezésére a református egyház bérháza (Villányi Ármin tervei alapján, ugyancsak 1906-ban). A kormányváltás után (Második Wekerle-kormány) a „Tisza-huszároknak” nevezett szabadelvű párti főispánokat elmozdították. Az őt ért személyes támadások miatt visszavonult a politikától, s csupán a református egyházban tevékenykedett.
Megyéiben tartott programbeszédei a helyi lapokban, a képviselőházi beszédei pedig az Országgyűlési Naplókban jelentek meg nyomtatásban.
Felesége széki Teleki Leona grófnő (1866–1939 után) volt, akivel 1897. április 3-án, Nalácon esküdtek.

## Jegyzet
1. 1 2 3 4  PIM-névtér
2. ↑  Karolina Réthy adatai a geni.com oldalán.
3. ↑  Ballabás Dániel–Pap József–Pál Judit: Képviselők és főrendek a dualizmus kori Magyarországon 2. Az országgyűlés tagjainak archontológiája. /Az Eszterházy Károly Egyetem Történelemtudományi Doktori Iskolájának Kiadványai/, Eger, 2020. 416. o.
4. ↑  Budapesti Napló, 1898. október 8., 277. szám, 2. o.
5. 1 2  Szekernyés János: Az építés és a politikai józanság letéteményese I. Adalékok Pogány Károly főispán életpályájához. Heti Új Szó, 2006. október 20. 42. szám, 10. o.
6. ↑  Székely Nép, 1906. október 10. 67. szám
7. ↑  1939-ben özvegy Pogány Károlyné zászlóanya és védnök volt a Nagyenyedi Testgyakorlók/Testedzők Köre 25 éves évfordulóján. Ellenzék, 1939. július 15. 159. szám, 7. o.
8. ↑  Gudenus János József: A magyarországi főnemesség XX. századi genealógiája, 1990−1999. Főnemességi adattár, MACSE

## Megjegyzés
1. ↑  A legtöbb forrás — Szinnyei: Magyar írók... és a parlamenti almanachok téves adata miatt — apja nevét nagyklopotivai Pogány Károlynak adja meg. A korabeli hírlapok és gyászjelentése egyértelműen Pogány Györgyként nevezik meg apját.